# Syzygium cratermontensis
Syzygium cratermontensis är en myrtenväxtart som beskrevs av W.N.Takeuchi. Syzygium cratermontensis ingår i släktet Syzygium och familjen myrtenväxter. Inga underarter finns listade i Catalogue of Life.